# William Finch (diplomate)
William Finch (18 janvier 1691 - 25 décembre 1766) de Charlewood, dans le Hertfordshire, est un diplomate britannique et un homme politique whig qui siège à la Chambre des communes de 1727 à 1761. Considéré comme un diplomate indolent, il devient un opposant à Walpole mais conserve son poste au sein de la Maison royale pendant plus de 20 ans.

## Biographie
Il est le deuxième fils de Daniel Finch (2e comte de Nottingham), et de sa deuxième femme, Anne Hatton. Il s'inscrit à la Christ Church d'Oxford le 4 mars 1707, à l'âge de 16 ans, et devient élève d'Inner Temple en 1710.
Lorsque John Carteret se rend en Suède en tant qu'ambassadeur de 1719 à 1720, Finch l'accompagne en tant que secrétaire. Carteret retourne en Grande-Bretagne et assure la nomination de Finch en tant qu'envoyé jusqu'en 1724. Il est ensuite nommé envoyé dans les provinces unies jusqu'en 1728.
En 1727 il est élu député de Cockermouth pour défendre les intérêts de son beau-frère, le duc de Somerset. Il vote avec le gouvernement, mais est envoyé en tant que ministre aux Pays-Bas de 1733 à 1734. Carteret l'a auparavant averti pour manque de diligence et l'on considérait que son ministère indolent a mis les Pays-Bas entre les mains de la France. Walpole envoie son frère Horace à La Haye en tant qu'ambassadeur pour une mission spéciale. Finch en prend ombrage et demande à être rappelé. Il est réélu sans opposition aux élections générales britanniques de 1734 et entre dans l'opposition contre Walpole. Il est réélu à Cockermouth lors des élections générales britanniques de 1741 et, après la chute de Walpole en 1742, lui et son frère Edward obtiennent des postes au sein de la Maison royale grâce à leurs liens avec Lord Carteret. Il est nommé vice-chambellan et membre du Conseil privé. Il reste en poste après la chute de Carteret en 1744 et à nouveau après que Carteret ait tenté en vain de former un gouvernement en 1746, alors qu'il avait été décidé de purger les fonctions publiques de ses partisans. Il reste en poste jusqu'en 1765. Il est réélu député de Cockermouth aux élections générales britanniques de 1747, mais lors des élections générales britanniques de 1754, il est encouragé à occuper un siège ailleurs et n'est pas réélu .
Finch est réélu député de Bewdley pour le compte de Lyttelton lors d'une élection partielle le 5 février 1755. Il ne s'est pas représenté. Il commence à perdre la raison et, en 1765, il est mis à la retraite de son poste à la Maison royale .

## Mariage et famille
Il épouse Anne Douglas, fille de James Douglas (2e duc de Queensberry) le 25 janvier 1733. Elle meurt sans descendance le 26 octobre 1741. Il se remarie avec Charlotte Fermor, fille de Thomas Fermor (1er comte de Pomfret) le 9 août 1746. Ils ont un fils et quatre filles. Elle est gouvernante des enfants royaux. Finch, dans sa folie, l'a battue et jetée dans les escaliers; ils vivent donc séparés. Cependant, ils sont toujours restés mariés.
Finch est décédé le 25 décembre 1766. Son fils George Finch (9e comte de Winchilsea) lui succède. Une de ses filles est Sophia Finch.